# 中華人民共和国司法部
中華人民共和国司法部（ちゅうかじんみんきょうわこくしほうぶ）は、中華人民共和国国務院に属する行政部門。司法行政を管轄する。日本の法務省にあたる役所。

## 下位機構
19の職能司（日本の庁にあたる）が置かれている。
1. 弁公庁
2. 政治部
3. 法律調査司
4. 法治監督司
5. 立法司
6. 立法司2
7. 立法司3
8. 立法司4
9. 戎毒管理司
10. 刑務所管理司
11. 労働矯正管理司
12. 行政審査訴訟司
13. 公共法律服務管理司
14. 行政法執行調整監督司
15. 弁護士工作司
16. 設備資金支援司
17. 人民参与和促進支援司
18. 法規教育法統治司
19. 法律専門資格認定司
20. 退職幹部司
21. 国際協力司

## 歴任部長
- 史良（中央人民政府司法部部長:1949年10月19日 - 1954年9月28日、中華人民共和国司法部部長:1954年9月29日 - 1959年4月28日）
- 魏文伯（1979年9月13日 - 1982年5月4日）
- 劉復之（1982年5月4日 - 1983年6月20日）
- 鄒瑜（1983年6月20日 - 1988年4月12日）
- 蔡誠（1988年4月12日 - 1993年3月29日）
- 肖揚（1993年3月29日 - 1998年3月18日）
- 高昌礼（1998年3月18日 - 2000年12月28日）
- 張福森（2000年12月28日 - 2005年7月1日[1]）
- 呉愛英（2005年7月1日[1] - 2017年2月24[2]）
- 張軍（中国語版）（2017年2月24日[2] - 2018年3月19日）
- 傅政華（2018年3月19日[3] - 2020年4月29日）
- 唐一軍（2020年4月29日 - 2023年2月24日）
- 賀栄（2023年2月24日 - 現任）